# Пиппен, Скотти (младший)
Скотти Морис Пиппен младший (англ. Scotty Maurice Pippen Jr.; род. 10 ноября 2000, Портленд) — американский профессиональный баскетболист, разыгрывающий защитник клуба «Мемфис Гриззлис». Он сын бывшего игрока НБА и члена Зала славы Скотти Пиппена и телеведущей Ларсы Пиппен.

## Ранние годы
Пиппен родился в Портленде, штат Орегон, когда его отец играл за «Портленд Трэйл Блэйзерс».
От предыдущих отношений отца у него есть четыре старших единокровных брата и сестры: Антрон, Сьерра, Тейлор и Тайлер. Антрон и Тайлер Пиппены умерли. Отношения его отца с его матерью, Ларсой Пиппен, привели к появлению трёх будущих младших полнородных братьев и сестер: Престона, Джастина и Софии.
С детского сада до десятого класса Скотти посещал школу Пайн Крест во Флориде, где дал своё первое интервью после игры, будучи второкурсником. Перед его третьим годом, его семья переехала в район Лос-Анджелеса, и он перевелся в школу Сьерра Кэньон в Чатсворте, штат Калифорния, где была более конкурентоспособная баскетбольная команда. Там он играл вместе с будущими игроками НБА, такими как Марвин Багли III, Кеньон Мартин-младший и Кассиус Стэнли. Будучи выпускником, он набирал в среднем 16,3 очка, 4,6 передачи и 3,6 подбора за игру и помог своей команде выиграть титул штата. Пиппен выступал за Oakland Soldiers в любительском спортивном союзе. Он решил играть в баскетбольной команде колледжа Вандербильт, несмотря на предложения от «Вашингтонского университета», «Сан-Франциско», Колорадо Стейт, Санта-Барбары и Хофстры.

## Колледж
20 ноября 2019 года Пиппен набрал 21 очко, что стало рекордом сезона среди новичков, в победной игре над «Остин Пи Гавернорс» (90:72). В финале регулярного сезона, 7 марта 2020 года, он во второй раз набрал 21 очко в победе над «Саус Каролина Геймкокс» (83:74). Будучи новичком, Пиппен в среднем набирал 12 очков и делал 3,6 подбора за игру, войдя в сборную новичков Юго-Восточной конференции.
Предстоящие уходы будущих игроков НБА Аарона Несмита и Сэйбена Ли привели к будущим ожиданиям ведущей роли в команде, что оправдалось в его втором сезоне. 27 декабря 2020 года Пиппен набрал 30 очков в победной игре над «Алькорн Стейт Брейвс» (87:50). 9 января 2021 года он записал на свой счет свой первый дабл-дабл, набрав 18 очков и 12 передач в проигрышном матче против «Миссисипи Стэйт Бульдогс» (81:84). 27 января 2021 года Пиппен набрал 32 очка в проигрыше от «Флорида Гейторс» (71:78). Будучи студентом второго курса, он набирал в среднем 20,8 очков, 2,8 подборов и 4,9 передач за игру. 10 апреля 2021 года Пиппен подал заявку на драфт НБА 2021 года, сохранив при этом свое право на возвращение в колледж. Позже он снялся с драфта, вернувшись в «Вандербильт» на свой третий сезон. Будучи юниором, он набирал в среднем 20,4 очка, 4,5 передачи, 3,6 подбора и 1,9 перехвата за игру. Он как юниор попал в первую сборную Юго-Восточной конференции. 18 апреля 2022 года Пиппен подал заявку на драфт НБА 2022 года, отказавшись от своего оставшегося права на возвращение в колледж.

## Карьера в НБА

### «Лос-Анджелес Лейкерс» (2022–2023)
После того, как Пиппен не был выбран на драфте НБА 2022 года, 1 июля 2022 года он подписал двусторонний контракт с «Лос-Анджелес Лейкерс», впоследствии присоединившись к команде для участия в Летней лиге НБА 2022 года. В своем дебютном матче Летней лиги Пиппен набрал 14 очков, 6 подборов, 3 передачи и 1 блок-шот в победной игре над «Майами Хит» (100:66).
7 сентября 2023 года Пиппен повторно подписал контракт с «Лейкерс», но он был расторгнут 16 октября.

### «Саут-Бей Лейкерс» (2023–2024)
28 октября 2023 года Пиппен вернулся в «Саут-Бей Лейкерс».

### «Мемфис Гриззлис» (2024–настоящее время)
16 января 2024 года Пиппен подписал двусторонний контракт с «Мемфис Гриззлис».
2 ноября 2024 года Пиппен записал на свой счет 12 очков и 13 передач в победе над «Филадельфией Севенти Сиксерс» со счетом 124-107. 8 ноября Пиппен оформил свой первый в карьере трипл-дабл, набрав 11 очков, 10 подборов и 11 передач в победе над «Вашингтон Уизардс» со счетом 128-104. Он и его отец, Скотти, стали первым в истории НБА дуэтом отца и сына, которые оформили по трипл-даблу. 23 ноября Пиппен набрал максимальные в карьере 30 очков и сделал 10 передач в победе над «Чикаго Буллз» со счетом 142:131.

## Статистика

### Статистика в НБА
| Сезон                                                                                    | Команда | Регулярный сезон | Регулярный сезон | Регулярный сезон | Регулярный сезон | Регулярный сезон | Регулярный сезон | Регулярный сезон | Регулярный сезон | Регулярный сезон | Регулярный сезон | Регулярный сезон | Серия плей-офф | Серия плей-офф | Серия плей-офф | Серия плей-офф | Серия плей-офф | Серия плей-офф | Серия плей-офф | Серия плей-офф | Серия плей-офф | Серия плей-офф | Серия плей-офф |
| Сезон                                                                                    | Команда | GP               | GS               | MPG              | FG%              | 3P%              | FT%              | RPG              | APG              | SPG              | BPG              | PPG              | GP             | GS             | MPG            | FG%            | 3P%            | FT%            | RPG            | APG            | SPG            | BPG            | PPG            |
| ---------------------------------------------------------------------------------------- | ------- | ---------------- | ---------------- | ---------------- | ---------------- | ---------------- | ---------------- | ---------------- | ---------------- | ---------------- | ---------------- | ---------------- | -------------- | -------------- | -------------- | -------------- | -------------- | -------------- | -------------- | -------------- | -------------- | -------------- | -------------- |
| 2022/23                                                                                  | Лейкерс | 6                | 0                | 5,3              | 33,3             | 33,3             | 55,6             | 0,7              | 0,3              | 0,3              | 0,2              | 2,3              | Не участвовал  | Не участвовал  | Не участвовал  | Не участвовал  | Не участвовал  | Не участвовал  | Не участвовал  | Не участвовал  | Не участвовал  | Не участвовал  | Не участвовал  |
| 2023/24                                                                                  | Мемфис  | 21               | 16               | 25,1             | 49,3             | 41,7             | 74,5             | 3,2              | 4,7              | 1,7              | 0,5              | 12,9             | Не участвовал  | Не участвовал  | Не участвовал  | Не участвовал  | Не участвовал  | Не участвовал  | Не участвовал  | Не участвовал  | Не участвовал  | Не участвовал  | Не участвовал  |
|                                                                                          | Всего   | 27               | 16               | 20,7             | 48,4             | 41,3             | 71,9             | 2,6              | 3,7              | 1,4              | 0,4              | 10,6             | Не участвовал  | Не участвовал  | Не участвовал  | Не участвовал  | Не участвовал  | Не участвовал  | Не участвовал  | Не участвовал  | Не участвовал  | Не участвовал  | Не участвовал  |
| Наведите курсор мыши на аббревиатуры в заголовке таблицы, чтобы прочесть их расшифровку. |         |                  |                  |                  |                  |                  |                  |                  |                  |                  |                  |                  |                |                |                |                |                |                |                |                |                |                |                |

### Статистика в Джи-Лиге
| Сезон                                                                                    | Команда          | Регулярный сезон | Регулярный сезон | Регулярный сезон | Регулярный сезон | Регулярный сезон | Регулярный сезон | Регулярный сезон | Регулярный сезон | Регулярный сезон | Регулярный сезон | Регулярный сезон | Серия плей-офф | Серия плей-офф | Серия плей-офф | Серия плей-офф | Серия плей-офф | Серия плей-офф | Серия плей-офф | Серия плей-офф | Серия плей-офф | Серия плей-офф | Серия плей-офф |
| Сезон                                                                                    | Команда          | GP               | GS               | MPG              | FG%              | 3P%              | FT%              | RPG              | APG              | SPG              | BPG              | PPG              | GP             | GS             | MPG            | FG%            | 3P%            | FT%            | RPG            | APG            | SPG            | BPG            | PPG            |
| ---------------------------------------------------------------------------------------- | ---------------- | ---------------- | ---------------- | ---------------- | ---------------- | ---------------- | ---------------- | ---------------- | ---------------- | ---------------- | ---------------- | ---------------- | -------------- | -------------- | -------------- | -------------- | -------------- | -------------- | -------------- | -------------- | -------------- | -------------- | -------------- |
| 2022/23                                                                                  | Саут-Бей Лейкерс | 35               | 5                | 28,4             | 45,5             | 32,4             | 76,8             | 3,7              | 5,2              | 1,6              | 0,5              | 22,2             | Не участвовал  | Не участвовал  | Не участвовал  | Не участвовал  | Не участвовал  | Не участвовал  | Не участвовал  | Не участвовал  | Не участвовал  | Не участвовал  | Не участвовал  |
| 2023/24                                                                                  | Саут-Бей Лейкерс | 17               | 15               | 30,3             | 48,7             | 32,9             | 84,6             | 5,2              | 5,9              | 2,2              | 0,8              | 20,2             | Не участвовал  | Не участвовал  | Не участвовал  | Не участвовал  | Не участвовал  | Не участвовал  | Не участвовал  | Не участвовал  | Не участвовал  | Не участвовал  | Не участвовал  |
|                                                                                          | Всего            | 52               | 20               | 29,0             | 46,5             | 32,5             | 78,8             | 4,2              | 5,5              | 1,8              | 0,6              | 21,5             | Не участвовал  | Не участвовал  | Не участвовал  | Не участвовал  | Не участвовал  | Не участвовал  | Не участвовал  | Не участвовал  | Не участвовал  | Не участвовал  | Не участвовал  |
| Наведите курсор мыши на аббревиатуры в заголовке таблицы, чтобы прочесть их расшифровку. |                  |                  |                  |                  |                  |                  |                  |                  |                  |                  |                  |                  |                |                |                |                |                |                |                |                |                |                |                |

### Статистика в NCAA
| Сезон | Команда     | Conf  | Class | GP | GS | MPG  | FG%  | 3P%  | FT%  | RPG | APG | SPG | BPG | PPG  |
| --- | ----------- | ----- | ----- | -- | -- | ---- | ---- | ---- | ---- | --- | --- | --- | --- | ---- |
| 2019/20 | Вандербильт | SEC   | FR    | 32 | 31 | 29,8 | 39,3 | 36,2 | 70,9 | 2,8 | 3,6 | 1,1 | 0,1 | 12,0 |
| 2020/21 | Вандербильт | SEC   | SO    | 22 | 22 | 31,8 | 42,8 | 35,8 | 85,0 | 2,9 | 4,9 | 1,8 | 0,2 | 20,8 |
| 2021/22 | Вандербильт | SEC   | JR    | 36 | 36 | 33,1 | 41,6 | 32,5 | 74,9 | 3,6 | 4,5 | 1,9 | 0,2 | 20,4 |
| Всего | Всего       | Всего | Всего | 90 | 89 | 31,6 | 41,4 | 34,3 | 76,3 | 3,1 | 4,3 | 1,6 | 0,2 | 17,5 |
| Наведите курсор мыши на аббревиатуры в заголовке таблицы, чтобы прочесть их расшифровку Статистика приведена с сайта sports-reference.com |             |       |       |    |    |      |      |      |      |     |     |     |     |      |

## Личная жизнь
Пиппен — сын баскетболиста из Зала славы Скотти Пиппена, который выиграл шесть чемпионатов НБА за свою 17-летнюю карьеру в лиге, и медийной персоны Ларсы Пиппен, участницы телесериала «Настоящие домохозяйки Майами». Его мать имеет ассирийское происхождение.
Он двоюродный брат Кэвиона Пиппена, который также является американским профессиональным баскетболистом.